# Ас-Сафф
Ас-Сафф (араб. الصف — Ряды) — шестьдесят первая сура Корана. Сура мединская.  Состоит из 14 аятов.

## Содержание
В начале суры говорится, что Аллаха славит все, что в небесах, и все, что на земле. Аллаху угодно, чтобы верующие сплотились и стали как одна рука. В суре устами двух благородных посланников — Мусы и Исы сыны Исраила были объявлены упрямыми неверными и заклеймены за то, что они хотят затушить Свет религии Аллаха. В этой суре содержится обещание Аллаха сделать свою религию превыше остальных религий, даже если это ненавистно многобожникам. В конце суры содержится призыв к верующим бороться за веру на пути Аллаха, жертвуя своим имуществом и жизнью. Также содержится призыв к верующим защитить религию Аллаха, как сделали апостолы — последователи Исы, сына Марьям.

 Славит Аллаха то, что на небесах, и то, что на земле. Он - Могущественный, Мудрый. ۝ О те, которые уверовали! Почему вы говорите то, чего не делаете? ۝ Велика ненависть Аллаха к тому, что вы говорите то, чего не делаете. ۝ Воистину, Аллах любит тех, которые сражаются на Его пути рядами, словно они - прочное строение. ۝ Вот сказал Муса (Моисей) своему народу: «О мой народ! Почему вы причиняете мне страдания, зная, что я послан к вам Аллахом?» Когда же они уклонились, Аллах совратил их сердца. Аллах не ведёт прямым путём людей нечестивых. ۝ А вот Иса (Иисус), сын Марьям (Марии), сказал: «О сыны Исраила (Израиля)! Я послан к вам Аллахом, чтобы подтвердить правдивость того, что было в Таурате (Торе) до меня, и чтобы сообщить благую весть о Посланнике, который придёт после меня, имя которого будет Ахмад (Мухаммад)». Когда же он явился к ним с ясными знамениями, они сказали: «Это - очевидное колдовство». ۝ Кто же может быть несправедливее того, кто измышляет ложь об Аллахе, когда его призывают к исламу? Аллах не ведёт прямым путём несправедливых людей. ۝ Они хотят погасить свет Аллаха своими ртами, но Аллах сохранит Свой свет, даже если это ненавистно неверующим. ۝ Он - Тот, Кто отправил Своего посланника с верным руководством и религией истины, чтобы превознести её над всеми остальными религиями, даже если это ненавистно многобожникам. ۝ О те, которые уверовали! Указать ли вам на торговлю, которая спасёт вас от мучительных страданий?  ۝ Веруйте в Аллаха и Его посланника и сражайтесь на пути Аллаха своим имуществом и своими душами. Так будет лучше для вас, если бы вы только знали. ۝ Он простит вам ваши грехи, введёт вас в Райские сады, в которых текут реки, и в прекрасные жилища в садах Эдема. Это - великое преуспеяние. ۝ Будет ещё то, что вы любите: помощь от Аллаха и близкая победа. Сообщи же благую весть верующим! ۝ О те, которые уверовали! Будьте помощниками Аллаха. Иса (Иисус), сын Марьям (Марии), сказал апостолам: «Кто будет моим помощником на пути к Аллаху?» Апостолы ответили: «Мы - помощники Аллаха». Часть сынов Исраила (Израиля) уверовала, а другая часть не уверовала. Мы поддержали тех, которые уверовали, в борьбе с их врагами, и они вышли победителями. 
—  61:1—14 (Кулиев)